# Ōno (fiume)
L' Ōno (大野川?, Ōno-gawa) è un fiume che nasce nella Prefettura di Ōita in Giappone. Nel suo corso attraversa per 107 km le prefetture di Kumamoto e di Miyazaki per poi sfociare nel Mar del Giappone.
Nel 1938 sul fiume Ōno venne costruita la diga di Hakusui nella prefettura di Ōita.

## Principali affluenti
- Hakusan (白山川)
- Okudake (奥岳川)
- Yoshino (吉野川)
- Handa (判田川)
- Otozu (乙津川)